# Абрамовське (Вологодська область)
Абрамовське — присілок в Усть-Кубинському районі Вологодської області.
Входить до складу Заднесельського сільського поселення, з точки зору адміністративно-територіального поділу — в Заднесельській сільраді.
Відстань по автодорозі до районного центру Устя — 30 км, до центру муніципального утворення Заднє — 12 км.
За даними перепису 2002 року постійного населення не було.